# 武田信玄 (ファミリーコンピュータ)
『武田信玄』（たけだしんげん）は、1988年3月28日に発売されたファミリーコンピュータ用ゲームソフト。続編に『武田信玄2』がある｡
北米では『Shingen the Ruler』のタイトルで発売された。

## 概要
武田信玄が天下統一を目指す歴史シミュレーションゲーム。シナリオ1から3までの3部構成となっており、信越地方の十三国を制覇後、川中島の戦いで上杉謙信を、関ヶ原の戦いで織田信長をそれぞれ倒せばクリアとなる。
兵士には「レベル」という概念があり、合戦時の部隊の攻撃力や防御力に影響を及ぼす。最大レベルは20。合戦コマンド「きあい」で一時的にレベルを上昇させることも可能。
バッテリーバックアップ機能を搭載していないため、ゲームデータの保存にはパスワードを使用する。なおパスワードは自国の兵力データしか保存しない。

## ゲーム内容

### シナリオ1
一般的な領地経営型のシミュレーションゲーム。「信玄堤・農地政策・城作りなどで国力を高め、年貢徴収や合戦に勝利した際に得られる金・兵糧を元手にし、兵力を増強し他国に侵攻していく」という流れでゲームを進める。1541年11月からスタートするが、1601年11月までに信越地方十三国を制覇しないと、寿命で死亡しゲームオーバーとなり、シナリオ2に進めない。
コマンドは1月1回で年12ターン。原則として信玄のいる国にしかコマンド出しできないが「軍師」コマンドを使うことで領国（信玄のいない国）3国までコマンドを実行できる。
| 国名   | 武将名     | LV | 居城       |
| ------ | ---------- | -- | ---------- |
| 甲斐   | 武田信玄   | 1  | 躑躅ヶ崎館 |
| 水内   | 高梨政頼   | 14 | 飯山城     |
| 筑摩   | 小笠原長時 | 12 | 林城       |
| 小県   | 村上義清   | 16 | 戸石城     |
| 佐久北 | 笠原清繁   | 9  | 志賀城     |
| 上野   | 長野業盛   | 13 | 箕輪城     |
| 伊那北 | 藤沢頼親   | 5  | 福与城     |
| 諏訪   | 諏訪頼重   | 3  | 桑原城     |
| 佐久   | 大井信堯   | 7  | 内山城     |
| 伊那   | 高遠頼継   | 10 | 高遠城     |
| 武蔵   | 上杉憲勝   | 15 | 松山城     |
| 駿河   | 今川義元   | 18 | 興津城     |
| 相模   | 北条氏康   | 20 | 小田原城   |

### シナリオ2
上杉謙信と雌雄を決する川中島の戦い。両軍の7部隊が個々に戦う7番勝負となっており、勝ち越せばシナリオ3に進める。敵味方とも各部隊の初期兵力は大まかに決まっているが、シナリオ1クリア時の兵力を援軍として派兵することができる。なおシナリオ2以降は合戦モードのみでゲームが進行する。
- 千曲川岸の戦い
- 犀川支流域の戦い
- 海津城付近の戦い
- 茶臼山の戦い
- 妻女山の戦い
- 犀川・千曲川合流戦
- 千曲川の戦い

### シナリオ3
織田信長との関ヶ原の戦い。シナリオ2と同じ流れでゲームを進める。前シナリオの残存兵力を援軍として派兵でき、勝ち越すことが出来ればエンディングとなる。
- 三方ヶ原の戦い
- 濃尾平野の戦い
- 矢作川流域の戦い
- 天竜川流域の戦い
- 比叡山の戦い
- 犬山城周辺の戦い
- 矢作川岸の戦い

### 合戦モード
攻撃側先攻で騎馬隊→鉄砲隊→弓隊→槍隊→足軽隊の順番で部隊を動かし、次いで守備側が同じ順序でそれぞれの部隊を動かす。これを1ターンとし20ターンが経過（シナリオ2以降は30ターン経過）しても決着がつかなかった場合は残存兵士数に関係なく引き分けとなる。またそれまでに一方の隊を全滅させるか、「にげる」を選んだ場合も終了する。
合戦は野戦・攻城戦の2つに分かれ、どちらの戦法を採るかは守備側に選択権がある。攻撃側が野戦に勝利した場合又は守備側が野戦を避けて籠城を選んだ場合は、攻撃側は攻城戦に移るか退却するかを選ぶことができるが、退却した場合は敵国を占領することはできない。ただしこれを利用し、敵国の兵を少しずつ減らしながら経験値や金・兵糧を稼ぐということもできる。
- 騎馬隊 - 1度に2マス移動できる他、移動→攻撃という行動も可能（逆も可能）。攻撃力は普通。
- 鉄砲隊 - 上下左右4マス先の敵を攻撃可能。ただし山・森に弾道が遮られる。接近戦には弱い。
- 弓隊 - 上下左右3マス先の敵を攻撃可能。それ以外の特徴は鉄砲隊と同じ。
- 槍隊 - 接近戦に秀でた部隊。
- 足軽隊 - 基本兵科。ゲームでは足軽隊に槍・鉄砲などの武器を買い与えて上位兵科に昇格させる。

## スタッフ
- プロジェクト・ディレクター：栗山潤、いしかわけんじ
- シナリオ：栗山潤、SECRETARY SAITO
- グラフィック・デザイン：OSA DANDADAN、きくちまみれ、SISTER MAGNET
- プログラム：ONOBORU YAMAGUCHI、こはらゆういち、MR.ABY DA
- 音楽：やまねかずよし、MR.ABY DA
- スペシャル・サンクス：FIRST FARMERS、なんやねんこじま、みるんよしかわ、AII I-C
- ディレクター：HONE HONE HOHOHO
- 総監修：たかはしてるたか、かしわせみちよ

## 評価
ゲーム誌『ファミコン通信』のクロスレビューでは合計27点（満40点）、『ファミリーコンピュータMagazine』の読者投票による「ゲーム通信簿」での評価は以下の通りとなっており、17.40点（満30点）となっている。
| 項目 | キャラクタ | 音楽 | 操作性 | 熱中度 | お買得度 | オリジナリティ | 総合  |
| 得点 | 2.99       | 2.76 | 2.97   | 2.99   | 2.79     | 2.90           | 17.40 |